# Estratocracia
Una estratocracia (de los términos στρατός, stratos, "ejército" y κράτος, kratos,"dominio", "poder" ) es una forma de gobierno encabezada por jefes militares. No es lo mismo que una dictadura militar, donde el poder político de los militares no se hace cumplir o ni siquiera se apoya en otras leyes. Más bien, la estratocracia es una forma de gobierno militar en la que el estado y los militares son tradicionalmente o constitucionalmente la misma entidad, y las posiciones gubernamentales siempre están ocupadas por oficiales comisionados y líderes militares. Los ciudadanos con servicio militar obligatorio o voluntario, o que han sido honorablemente dados de baja, tienen derecho a elegir o gobernar. El poder político de los militares está respaldado por la ley, la constitución y la sociedad. Por lo tanto, una estratocracia puede considerarse meritocracia y no necesariamente debe ser autocrática por naturaleza para preservar su derecho a gobernar.

## Hechos notables

### Estratocracias modernas
El equivalente moderno más cercano a una estratocracia, el Consejo de Estado para la Paz y el Desarrollo de Birmania, que gobernó entre 1997 y 2011, posiblemente se diferenció de la mayoría de las demás dictaduras militares en que abolió completamente la constitución civil y la legislatura. Una nueva constitución que entró en vigor en 2010 consolidó el poder militar a través de mecanismos como la reserva del 25% de los escaños en la legislatura para el personal militar.
El territorio de ultramar del Reino Unido, las zonas de soberanía de Akrotiri y Dhekelia, en la isla de Chipre, ofrece otro ejemplo de estratocracia: las Fuerzas Británicas de Chipre gobiernan el territorio, y el General de División actúa como administrador.

### Estratocracias históricas
Los cosacos eran predominantemente personas eslavas orientales que se hicieron conocidos como miembros de comunidades democráticas, semimilitares y seminavales, ubicadas predominantemente en Ucrania y en el sur de Rusia. Habitaban zonas e islas escasamente pobladas en las cuencas de los ríos Dniéper, Don, Terek y Ural, y desempeñaban un papel importante en el desarrollo histórico y cultural tanto de Rusia como de Ucrania.
Desde muy joven, los espartanos varones fueron entrenados para la batalla y enfrentaron duros desafíos destinados a convertirlos en guerreros intrépidos. En la batalla, tenían la reputación de ser los mejores soldados de Grecia, y la fuerza de las tropas hoplitas de Esparta permitió que la ciudad se convirtiera en el estado dominante en Grecia durante gran parte del período clásico. Ninguna otra ciudad-estado se atrevería a atacar Esparta aunque sólo pudiera reunir una fuerza de alrededor de 8.000 personas durante el cenit de su dominio.

### Estratocracias ficticias
La Unión cardassiana del universo Star Trek puede ser descrita como una estratocracia, con un ejército constitucionalmente y socialmente sancionado, así como políticamente dominante, que sin embargo tiene fuertes características meritocráticas. 
En la novela Tropas del espacio, de Robert A. Heinlein, la Federación Terrana fue establecida por un grupo de veteranos militares en Aberdeen, Escocia, cuando los gobiernos colapsaron después de una guerra global. La Federación sólo permite votar a aquellos que completan un período de Servicio Federal. Si bien no se trata sólo del servicio militar, parece ser la forma dominante. Se cree que sólo aquellos que están dispuestos a sacrificar su vida en nombre del estado son los únicos aptos para gobernar. Mientras que el gobierno es una democracia representativa, parece estar dominado por miembros activos y exmilitares debido a esta ley. 